# Give Me Something (bài hát của David Guetta)
"Give Me Something" là một ca khúc nhạc house được biểu diễn bởi DJ người Pháp David Guetta hợp tác với Barbara Tucker. Đây là đĩa đơn thứ tư trích từ album phòng thu đầu tay của Guetta, Just a Little More Love.

## Danh sách ca khúc
Đĩa đơn CD (phát hành 2002)
1. "Give Me Something" (Fonkyfunk Mix) 7:32
2. "Give Me Something" (Extended Original Mix) 7:29
3. "It's Allright" (Bob Sinclar Remix) 6:31
4. "It's Allright" (Extended Original Mix) 5:45
5. "Give Me Something" (Radio Edit) 3:15